# Louis Dalle
Pour les articles homonymes, voir Dalle.

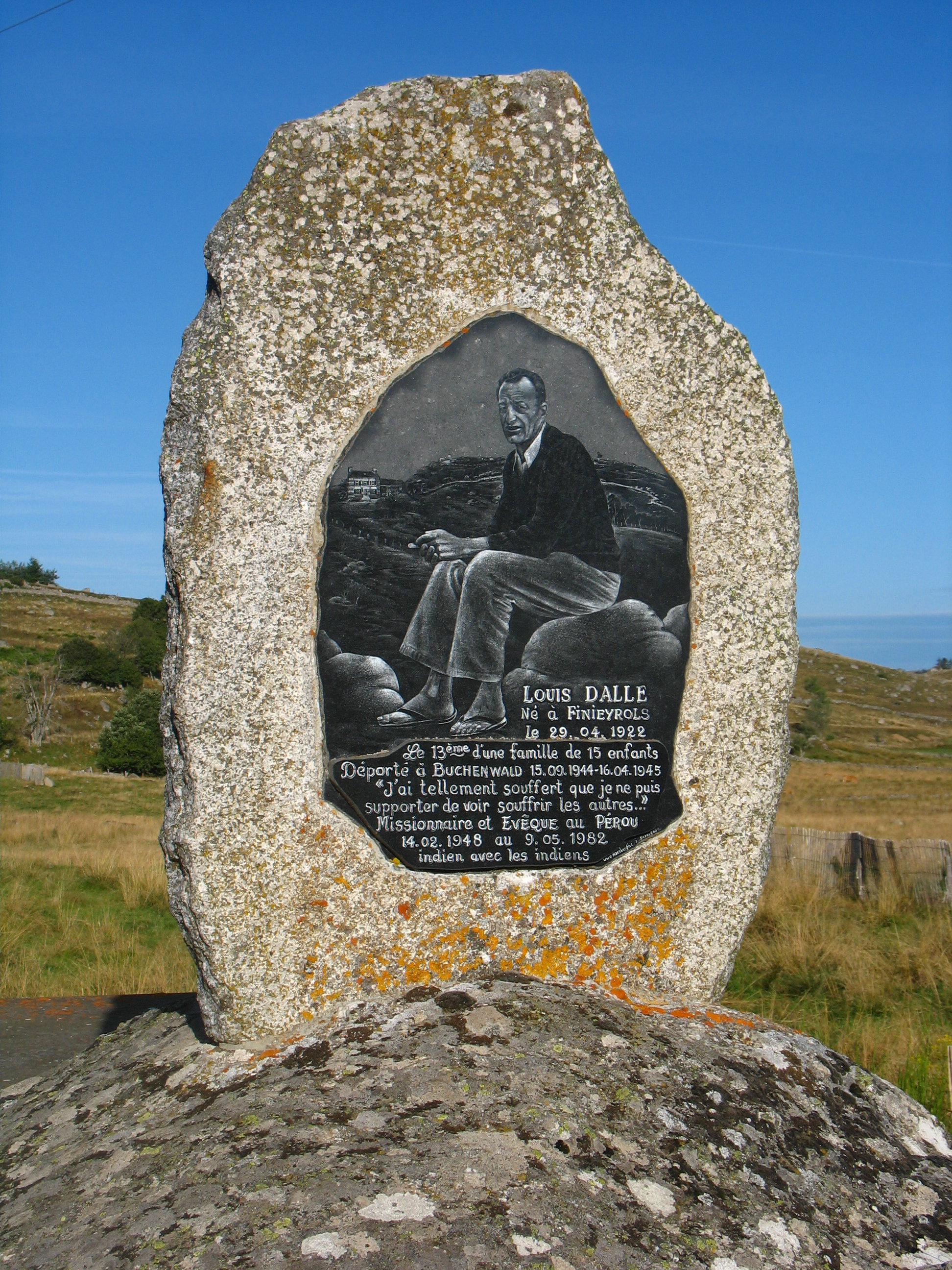
Mémorial de Louis Dalle, près de Finieyrols

Louis Dalle, né le 27 avril 1922 à Finieyrols (commune de Prinsuéjols en Lozère) et décédé le 9 mai 1982, dans un accident d'autobus sur la route d'Arequipa à Ayaviri au Pérou, est un missionnaire et évêque français.
Il est déporté au kommando Langenstein-Zwieberge pendant dix mois au cours de la Seconde Guerre mondiale. En 1947, après avoir été ordonné prêtre dans la Congrégation des Sacrés-Cœurs de Jésus et de Marie (Picpus), il part pour le Pérou en tant que missionnaire. Il est intronisé prélat d'Ayaviri, par Mgr Rodriguez, archevêque d'Arequipa, le 19 décembre 1971, poste qu'il occupe jusqu'à sa mort en 1982.

## Biographie

### Enfance et scolarité
Il est issu d'une famille de quinze enfants dont trois seront prêtres, deux religieux et deux religieuses.

### L’enfer de Langenstein
Les dix mois qu'il passe au camp de Langenstein lui permettent de se consacrer à aider les autres, souvent au détriment de sa propre santé.
Lorsqu'il est libéré par les forces alliées, son état de santé est gravissime. Cet épisode a profondément marqué sa vie, comme en témoignent ces quelques phrases sur l'enfer concentrationnaire (par simplification et souci d'être compris, il parlera de "Buchenwald", plus connu que Langenstein et dont ce camp dépendait) :
- « C'est une grâce de revenir de Buchenwald... une plus grande encore d'y être entré... »[réf. nécessaire]
- « J’ai tellement souffert que je ne puis supporter de voir souffrir les autres... »[réf. nécessaire]